# Miss Znojmo Open
Miss Znojmo Open je soutěž o nejkrásnější dívku Jižní Moravy. Je to soutěž otevřená (Miss Open), proto se do soutěže mohou přihlásit všechny dívky z celé České republiky ve věku od 16-26 let, které jsou svobodné a bezdětné. Soutěž každoročně pořádá reklamní agentura EUROPE print. ze Znojma.
Soutěž se poprvé konala v roce 2006, ale tehdy jako Miss Znojmo a měla omezená kritéria pro přihlášení.
Na After Party hotelu Prestige ve Znojmě probíhá tradičně dražba korunky, jejíž výtěžek putuje na konto Občanského sdružení Šťastný úsměv.

## Vítězky soutěže
| rok  | ročník | Miss Znojmo         | I. vicemiss      | II. vicemiss      | Datum konání       | Místo konání           |
| ---- | ------ | ------------------- | ---------------- | ----------------- | ------------------ | ---------------------- |
| 2006 | 1.     | Veronika Chmelířová | Ilona Jašková    | Martina Hochová   |                    |                        |
| 2007 | 2.     | Martina Bernatíková | Petra Dvořáková  | Lenka Mészárosová | 24. listopadu 2007 | Městské divadlo Znojmo |
| 2008 | 3.     | Lucie Částková      | Markéta Bačáková | Monika Benešová   | 29. listopadu 2008 | Městské divadlo Znojmo |

| rok  | Miss Znojmo Open   | I. vicemiss        | II. vicemiss    | Datum konání       | Místo konání             |
| ---- | ------------------ | ------------------ | --------------- | ------------------ | ------------------------ |
| 2009 | Monika Vavříčková  | Štěpánka Havlíková | Jitka Válková   | 7. listopadu 2009  | Hotel Savannah ve Znojmě |
| 2010 | Aneta Grabcová     | Anna Zelíková      | Sylva Šimordová | 6. listopadu 2010  | Městské divadlo Znojmo   |
| 2011 | Kateřina Kubačková | Veronika Kozielová | Tereza Lengová  | 12. listopadu 2011 | Městské divadlo Znojmo   |
| 2013 | Kateřina Šidlová   | Andrea Žiačiková   | Adéla Zlámalová | 23. únor 2013      | Městské divadlo Znojmo   |

### Vedlejší tituly
| rok  | Miss Kandidátka/Miss Internet | Miss Sympatie    | Ostatní finalistky |
| ---- | ----------------------------- | ---------------- | --- |
| 2009 | Klára Rouzková                | Klára Rouzková   | |
| 2010 | Sandra Kalinová               | Denisa Biskupová | |
| 2011 | Jana Tůmová                   | Jana Zapletalová | Ivana Šťávová, Hana Marečková, Sabina Karasová, Lucie Kučerová, Kožíšková Veronika, Veronika Magerová, Klára Paletová                             |
| 2013 | Zuzana Nováková               | -                | Hana Hegarová, Andrea Březovičová, Veronika Oherová, Monika Beránková, Barbora Michenková, Karolína Kokešová, Dominika Prchalová, Monika Bagarová |

- Miss Kandidátka – vítězkou se stala dívka s největším počtem hlasů v hlasování na internetu. Od roku 2011 se uděluje tento titul jako Miss Internet
- Miss Sympatie – vítězkou se stala dívka s největším počtem hlasů v hlasování formou SMS